# 阿部房次郎
阿部 房次郎（あべ ふさじろう、1868年2月11日（慶応4年1月18日） - 1937年（昭和12年）5月12日）は、日本の実業家、政治家。族籍は滋賀県平民。

## 来歴
近江国彦根（滋賀県彦根市）出身。辻兼三の長男。阿部家の養子となり、1896年（明治29年）に分家して一家を創立する。
1892年（明治25年）、慶應義塾正科を卒業。
1894年（明治27年）、近江銀行、1900年（明治33年）、近江精油取締役、1901年（明治34年）、阿部製紙（王子製紙の前身のひとつ）専務、1904年（明治37年）経営不振の金巾製織に専務として入り、再建に尽力する。その後金巾製織は1906年（明治39年）に大阪紡績と、1914年（大正3年）に三重紡績と合併して東洋紡績が発足、山辺丈夫社長の下で専務となった。1926年（大正15年）に社長に就任。
また昭和レーヨン、裕豊紡各社長、上毛電力、王子製紙、湖東紡各取締役、大阪商工会議所顧問、大日本紡績連合会会長などを歴任した。
1931年（昭和6年）12月12日には貴族院勅選議員となり、同和会に所属し死去するまで在任した。

## 人物
美術蒐集家としても知られる。
インドやビルマをはじめ海外への販路を開き、綿布の輸出を促進する。
住所は兵庫県武庫郡住吉村。滋賀県在籍。

## 家族・親族
阿部家
- 養父・市太郎（1840年 - 1923年、金巾製織の発起人）[2]
- 妻・ゑき（1883年 - ?、愛知、宮川彦一郎の妹）[4][5]
- 長男・孝次郎[5]（1897年 - 1990年、東洋紡績社長）
- 二男・荘吉（1899年 - ?）[5]
- 三男・信吉（1905年 - ?）[5]
- 長女・ふみ（1898年 - ?、分家して村田藤造を入夫に迎える）[5]
- 二女・まさ（1901年 - ?、阿部尚蔵の養子となる）[5]
- 孫[5]